# Modrý Nil (stát)
Modrý Nil (arabsky ولاية النيل الأزرق‎ Wilája an-Níl al-ʾAzraq, anglicky Blue Nile) je jeden z 18 vilájetů Súdánu. Má plochu přibližně 45 tisíc čtverečních kilometrů a při sčítání lidu v roce 2008 v něm žilo přes 800 tisíc obyvatel.

## Název
Jmenuje se podle Modrého Nilu, řeky, která skrz něj protéká od jihovýchodu k severu.

## Historie
Modrý Nil se podobně jako Jižní Kordofán nachází na etnickém pomezí mezi Súdánem a Jižním Súdánem a v některých úvahách se předpokládalo, že se i v nich bude konat referendum o samostatnosti Jižního Súdánu v roce 2011, na jehož základě se Jižní Súdán odtrhl od Súdánu.

## Geografie
Na severu sousedí v rámci Súdánu se Sennárem, na východě a jihovýchodě sousedí s Beningšangulem-Gumuzem v Etiopii a na západě a jihozápadě s Jižním Súdánem.